# Giai đoạn hậu sản

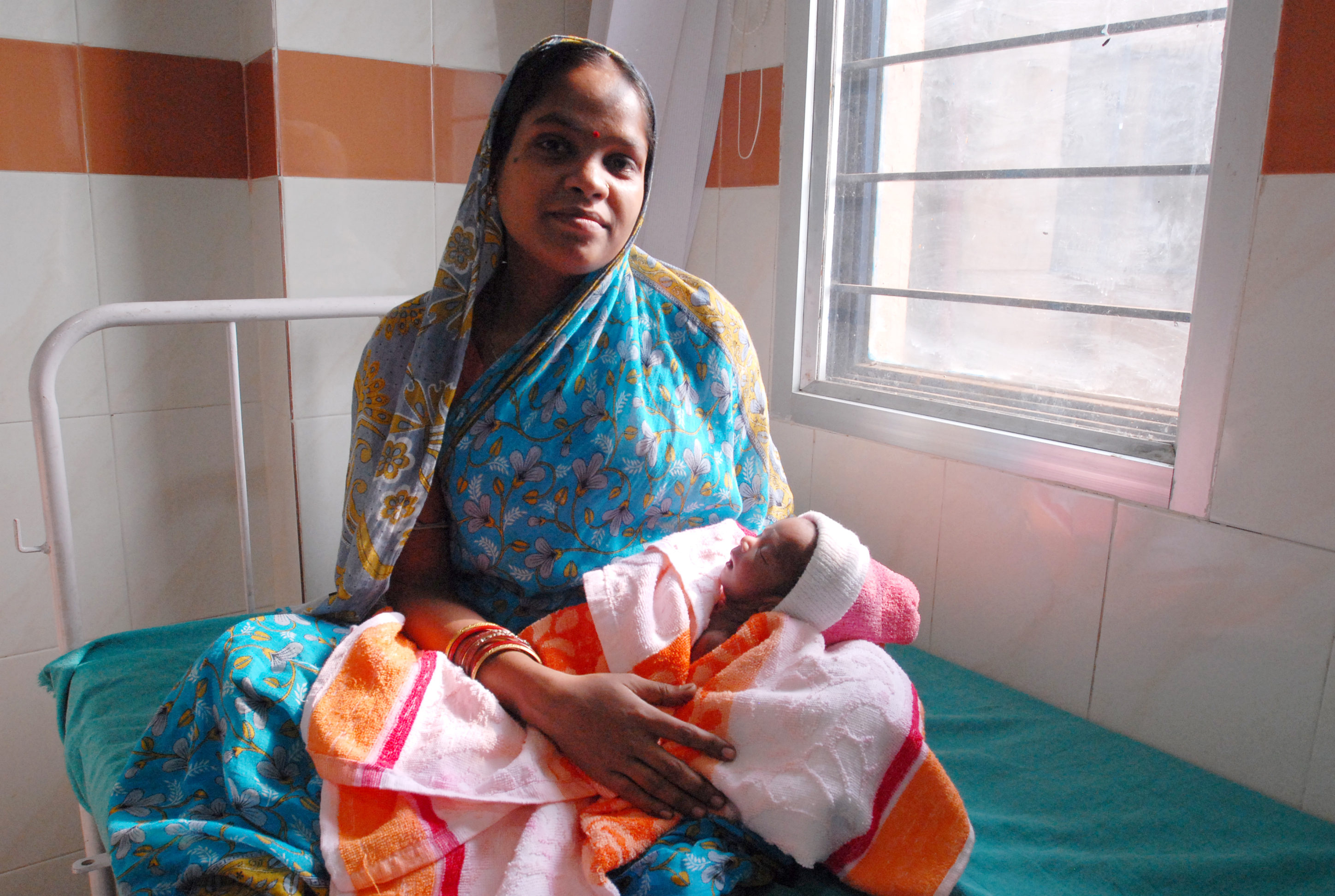
Người mẹ với đứa con mới sinh

Giai đoạn hậu sản (hoặc thời kỳ hậu sản hay giai đoạn sau khi sinh) bắt đầu ngay sau khi người mẹ sinh con, bao gồm cả mức độ hormone và kích thước tử cung, trở về trạng thái không mang thai. Các thuật ngữ thời kỳ hậu sản, hoặc giai đoạn hậu sản ngay lập tức thường được sử dụng để ám chỉ thời gian 6 tuần đầu sau khi sinh. Tổ chức Y tế Thế giới (WHO) mô tả giai đoạn sau khi sinh là giai đoạn quan trọng nhất và bị bỏ qua nhiều nhất trong cuộc đời của các bà mẹ và trẻ sơ sinh; hầu hết các trường hợp tử vong mẹ và/hoặc trẻ sơ sinh xảy ra trong giai đoạn hậu sản. Trong các tài liệu khoa học, thuật ngữ này thường được viết tắt là Px, trong đó x là một số; ví dụ: "ngày P5" phải được đọc là "ngày thứ năm sau khi sinh". Điều này không được nhầm lẫn với danh pháp y khoa sử dụng G P để nói về về số lượng và số trẻ em của thai kỳ (sức chịu đựng và tính chẵn lẻ - gravidity and parity).
Một phụ nữ sinh con tại bệnh viện có thể ra về ngay sau khi ổn định về mặt y tế, có thể sớm nhất là vài giờ sau sinh, mặc dù thời gian trong bệnh viện trung bình của một lần sinh âm đạo là từ một đến hai ngày. Thời gian ở lại bệnh viện nếu sinh mổ sau sinh trung bình là từ ba đến bốn ngày. Trong thời gian này, người mẹ được theo dõi quá trình chảy máu, ruột và chức năng bàng quang, và chăm sóc em bé. Sức khỏe của trẻ sơ sinh cũng được theo dõi. Xuất viện sớm sau sinh thường được định nghĩa là xuất viện của người mẹ và trẻ sơ sinh từ bệnh viện trong vòng 48 giờ sau sinh.
Giai đoạn hậu sản có thể được chia thành ba giai đoạn riêng biệt; giai đoạn ban đầu hoặc cấp tính, 6-12 giờ sau khi sinh; giai đoạn hậu sản sau đó, kéo dài 2-6 tuần và giai đoạn hậu sản muộn, có thể kéo dài đến 6 tháng. Trong giai đoạn sau sinh, 87% đến 94% phụ nữ báo cáo có ít nhất một vấn đề về sức khỏe. Các vấn đề về sức khỏe lâu dài (dai dẳng sau thời kỳ hậu sản muộn) có ảnh hưởng đến 31% phụ nữ.